# Cristina Ibarrola
Cristina Ibarrola Guillén (Pamplona, 3 de junio de 1969) es una médico y política española, alcaldesa de la ciudad de Pamplona entre junio y diciembre de 2023. Es miembro del partido Unión del Pueblo Navarro.

## Biografía
Se licenció en Medicina y Cirugía en la Universidad de Navarra, especializándose en medicina familiar y comunitaria. Completó su formación universitaria con un máster en Gestión Sanitaria por el IESE Business School (2008), un posgrado en Evaluación de Tecnologías Sanitarias en la Universidad Pompeu Fabra (2016) y un máster Universitario en gestión y planificación sanitaria para directivos de salud por la Universidad Europea de Madrid (2018).
Fue médica de urgencias del Hospital de Navarra y de algunos centros de atención primaria del Servicio Navarro de Salud, trabajando después en gestión de salud. En 2011 fue designada directora general de Salud en el gobierno de Yolanda Barcina. En 2019 fue elegida parlamentaria foral en las listas de la coalición Navarra Suma.
Obtuvo el premio al mejor Trabajo Fin de Máster (Cátedra Hestia de la Universidad Internacional de Cataluña, 2019).
Está casada y tiene dos hijos.

## Alcaldía
En 2023, fue elegida como cabeza de lista por Unión del Pueblo Navarro al Ayuntamiento de Pamplona en sustitución del hasta entonces alcalde, Enrique Maya. Maya había gobernado entre 2011 y 2015 y entre 2019 y 2023, tras recuperar la alcaldía de manos de Joseba Asiron (Euskal Herria Bildu).
Ibarrola fue designada como sucesora de Maya en 2023, quedando en primera posición en las elecciones de aquel año con 9 concejales de los 27 que tiene el pleno, obteniendo el 30,3% de los votos, a solo 2939 votos de la segunda lista, EH Bildu. Fue investida el 17 de junio de 2023 al no fraguarse un pacto entre el Partido Socialista de Navarra y EH Bildu, quienes junto al resto de fuerzas políticas de izquierda sumaban mayoría absoluta. El PSN se abstuvo e Ibarrola ganó por mayoría simple. Elma Saiz, la representante del grupo municipal socialista había declarado en campaña que no haría alcalde a Asiron. Desde ese mismo momentó se especuló con la posibilidad de una moción de censura para devolver el bastón de mando a Asiron, que requeriría del apoyo del PSN, a pesar de que ambos partidos lo negaron.
Durante los siguientes seis meses, Ibarrola se vio envuelta en numerosas polémicas que no hicieron más que aumentar los rumores sobre una moción de censura. Tras la reedición del gobierno Sánchez en noviembre de 2023, Saiz fue nombrada ministra de Seguridad Social y abandonó su cargo en el ayuntamiento. Esto, así como la situación de bloqueo cada vez más insostenible que sufría el consistorio, propició que EH Bildu y PSN comenzasen conversaciones para apartarla del cargo. Estas fructificaron el 13 de diciembre de 2023, cuando Joseba Asiron presentó en el ayuntamiento una moción de censura con el apoyo de todos los grupos del pleno, excepto el PPN. La moción se debatió el 28 de diciembre de 2023 y prosperó con 15 votos a favor de la moción y 11 en contra, lo que puso fin al mandato de Ibarrola, con una duración de 194 días, la más corta de la historia de la ciudad.